# هانس غلاسر
هانس غلاسر (بالألمانية: Hans Glaser)‏ هو طباع ألماني، ولد في 1500، وتوفي في يونيو 1573.